# Leeds Cougars
I Leeds Cougars sono stati una squadra di football americano di Leeds, in Gran Bretagna. Fondati nel 1984, hanno disputato una finale di secondo livello. Hanno chiuso nel 1995.

## Dettaglio stagioni

### Tornei

#### Tornei nazionali

##### Campionato

###### Tabella 1984
| Stagione | regular season | regular season | regular season | regular season | regular season | regular season | playoff | playoff | playoff | playoff | playoff | playoff   | playoff    |
|          | Vin            | Par            | Per            | Tot            | PF             | PS             | Vin     | Per     | Tot     | PF      | PS      | risultato | avversaria |
| -------- | -------------- | -------------- | -------------- | -------------- | -------------- | -------------- | ------- | ------- | ------- | ------- | ------- | --------- | ---------- |
| 1984     | 2              | 1              | 3              | 6              | 90             | 108            | -       | -       | -       | -       | -       | -         | -          |
| Totale   | 2              | 1              | 3              | 6              | 90             | 108            | -       | -       | -       | -       | -       |           |            |

Fonti: Enciclopedia del Football - A cura di Roberto Mezzetti

##### Budweiser League Premier Division
| Stagione | regular season | regular season | regular season | regular season | regular season | regular season | playoff | playoff | playoff | playoff | playoff | playoff      | playoff             |
|          | Vin            | Par            | Per            | Tot            | PF             | PS             | Vin     | Per     | Tot     | PF      | PS      | risultato    | avversaria          |
| -------- | -------------- | -------------- | -------------- | -------------- | -------------- | -------------- | ------- | ------- | ------- | ------- | ------- | ------------ | ------------------- |
| 1987     | 10             | 0              | 0              | 10             | 490            | 38             | 2       | 1       | 3       | 96      | 79      | Premier Bowl | Bournemouth Bobcats |
| Totale   | 10             | 0              | 0              | 10             | 490            | 38             | 2       | 1       | 3       | 96      | 79      |              |                     |

Fonti: Enciclopedia del Football - A cura di Roberto Mezzetti

#### Tornei locali

##### Yorkshire Rose Winter League
| Stagione | regular season | regular season | regular season | regular season | regular season | regular season | playoff | playoff | playoff | playoff | playoff | playoff   | playoff    |
|          | Vin            | Par            | Per            | Tot            | PF             | PS             | Vin     | Per     | Tot     | PF      | PS      | risultato | avversaria |
| -------- | -------------- | -------------- | -------------- | -------------- | -------------- | -------------- | ------- | ------- | ------- | ------- | ------- | --------- | ---------- |
| 1993     | 2+?            | 0+?            | 0+?            | 2+?            | 72+?           | 2+?            | ?       | ?       | ?       | ?       | ?       | ?         | ?          |
| Totale   | 2+?            | 0+?            | 0+?            | 2+?            | 72+?           | 2+?            | ?       | ?       | ?       | ?       | ?       |           |            |

Fonti: Enciclopedia del Football - A cura di Roberto Mezzetti

### Riepilogo fasi finali disputate
| Anno              | Luogo   | Evento                            | Fase del torneo | Incontro                            | Risultato |
| 13 settembre 1987 | Cardiff | Budweiser League Premier Division | Premier Bowl    | Leeds Cougars - Bournemouth Bobcats | 6 - 43    |